# Bothrocophias campbelli
Espèce
Synonymes
- Bothrops campbelli Freire-Lascano, 1991
- Porthidium almawebi Schätti & Kramer, 1993

Bothrocophias campbelli est une espèce de serpents, rare, de la famille des Viperidae. 

## Répartition
Cette espèce se rencontre en Colombie et dans le nord-ouest de l'Équateur (notamment dans la réserve biologique Los Cedros). Elle est présente entre 1 000 et 1 500 m d'altitude.

## Description
C'est un serpent venimeux.

## Étymologie
Cette espèce est nommée en l'honneur de Jonathan Atwood Campbell.

## Publication originale
- Freire-Lascano, 1991 : Dos nuevas especies de Bothrops en el Ecuador. Publicaciones de Trabajos Científicos del Ecuador Ecuador, Universidad Técnica de Machala, vol. 2, p. 1-11.